# João Dias
João Dias es una localidad caboverdiana del municipio de Santa Catarina.

## Geografía
La localidad está situada en la isla de Santiago.

## Organización territorial
La localidad abarca los lugares y barrios de:
- Achada Piloto
- Basteão ((Sebasteão Fernandes)
- Chã de Laranja
- Chã Tavares
- Chaminé
- Chão Correia
- Chão de Banana
- Chão de Gudim/Gudim
- Chão de Limão
- Cruz Serra
- Cutelão
- Cutelo Djéu (Ribeira Grande)
- Cutelo Mato
- Cutelo Mendes
- João Dias
- Lém Furtado
- Lém Lopes
- Mafafa
- Massapé
- Mato
- Ribeira Grande